# Stroh Bus Verkehrs GmbH
Die Stroh Bus Verkehrs GmbH ist ein Verkehrsunternehmen im öffentlichen Personennahverkehr mit Sitz in Altenstadt in Hessen.
Das Unternehmen wurde 1949 gegründet und konzentrierte sich zunächst auf Buslinien in der Wetterau. Mit Einführung der Ausschreibungspflicht im ÖPNV erhielt das Unternehmen im Jahr 2008 zahlreiche Buslinien im Main-Kinzig-Kreis, die zuvor von der kommunalen Kraftverkehr Kinzigtal betrieben wurden; der Betriebshof in Hasselroth wurde hierzu übernommen und weitergenutzt. Im gleichen Jahr erhielt das Unternehmen eine Ausnahmegenehmigung, um Buszüge mit Anhänger betreiben zu dürfen. Im Jahr 2014 erhielt das Unternehmen außerdem den Zuschlag für zwei Buslinien in Frankfurt am Main. Das Unternehmen betreibt den Stadtbusverkehr in der Stadt Bad Nauheim. In einigen Linienbündeln wird mit anderen Busunternehmen zusammengearbeitet, im Wetteraukreis bestehen Zusammenarbeiten mit den Firmen Balser und Eberwein, im Main-Kinzig-Kreis wird der Stadtbus Bruchköbel gemeinsam mit den Firmen Racktours und Heuser bedient.
Zum Fahrplanwechsel am 11. Dezember 2022 hat die Firma Stroh die Ausschreibung für das Linienbündel „Frankfurt-Ost“ mit den Linien 551, X97 und n96 an Transdev Rhein-Main verloren.
Zum Fahrplanwechsel 2024/2025 verliert die Firma das Linienbündel „Florstadt“ mit den Linien FB-01 und FB-03 an Philippi Nahverkehr GmbH & Co. KG aus Mücke.

## Buslinien

### Wetteraukreis
| Linie | Verlauf                                                                          | Hinweis                                  |
| ----- | -------------------------------------------------------------------------------- | ---------------------------------------- |
| FB-01 | Altenstadt/Echzell – Florstadt – Friedberg                                       | Gemeinschaftsbetrieb (bis Dezember 2024) |
| FB-03 | Ortenberg – Ranstadt – Reichelsheim – Friedberg                                  | Gemeinschaftsbetrieb (bis Dezember 2024) |
| FB-11 | Bad Nauheim – Nieder-Mörlen                                                      | Stadtbus Bad Nauheim                     |
| FB-12 | Bad Nauheim Kaiserberg – Steinfurth – Wisselsheim – Rödgen – Bad Nauheim Bahnhof | Stadtbus Bad Nauheim                     |
| FB-14 | Bad Nauheim – Schwalheim                                                         | Stadtbus Bad Nauheim                     |
| FB-15 | Bad Nauheim Bahnhof – Rödgen – Wisselsheim – Steinfurth – Bad Nauheim Kaiserberg | Stadtbus Bad Nauheim                     |
| FB-70 | Erbstadt – Wöllstadt – Friedberg – Bad Nauheim                                   |                                          |
| FB-71 | Kaichen – Ilbenstadt – Wöllstadt – Friedberg                                     |                                          |
| FB-72 | Groß-Karben – Niddatal – Friedberg                                               |                                          |
| FB-73 | Rosbach vor der Höhe – Petterweil – Karben                                       |                                          |
| FB-74 | Bad Vilbel – Rendel – Karben                                                     |                                          |
| FB-76 | Okarben – Karben                                                                 |                                          |

### Main-Kinzig-Kreis
| Linie  | Verlauf                                                                                              | Hinweis                                                                                          |
| ------ | --- | ------------------------------------------------------------------------------------------------ |
| MKK-33 | Oberissigheim – Niederissigheim – Bruchköbel – Hanau                                                 | Gemeinschaftsbetrieb                                                                             |
| MKK-38 | Erlensee – Rodenbach – Somborn                                                                       | Schulbusfahrten                                                                                  |
| MKK-45 | Stadtbus Nidderau                                                                                    |                                                                                                  |
| MKK-46 | Heldenbergen – Kaichen – Erbstadt – Eichen – Ostheim                                                 |                                                                                                  |
| MKK-47 | Ostheim – Windecken – Heldenbergen                                                                   |                                                                                                  |
| MKK-50 | Gelnhausen – Hasselroth – Somborn                                                                    | ergänzender Schulverkehr zur Linie AB-30 (Kahlgrund-Verkehrsgesellschaft)                        |
| MKK-51 | Langenselbold – Neuberg – Erlensee – Wolfgang Industriepark – Großkrotzenburg / Hanau Freiheitsplatz | nur im Berufsverkehr und Schulbusfahrten                                                         |
| MKK-52 | Hanau – Rodenbach – Somborn                                                                          |                                                                                                  |
| MKK-53 | Hanau – Rodenbach – Hasselroth – Freigericht                                                         | verschiedene Linienführungen in Freigericht                                                      |
| MKK-55 | Neuberg – Langenselbold – Hasselroth – Somborn                                                       | Schulbusfahrten                                                                                  |
| MKK-58 | Horbach – Gelnhausen                                                                                 |                                                                                                  |
| MKK-60 | Langenselbold – Hasselroth – Gelnhausen                                                              |                                                                                                  |
| X57    | Frankfurt Enkheim – Hanau Hbf                                                                        |                                                                                                  |
| X64    | Heusenstamm – Hanau Freiheitsplatz                                                                   |                                                                                                  |
| X93    | Erlensee – Hanau Hbf                                                                                 |                                                                                                  |
| X94    | Neuberg – Rüdigheim – Hanau Hbf                                                                      |                                                                                                  |
| X95    | Büdingen Bahnhof – Frankfurt Enkheim                                                                 | in der dortigen Linie fahren Busse von den Marken setra, Iveco und manchmal Mercedes Benz citaro |